# ایستگاه شین-اوساکا
ایستگاه شین-اوساکا (به ژاپنی: 新大阪駅 Shin-Ōsaka-eki) یک ایستگاه قطار است که در بخش یودوگاوا، اوساکا در ژاپن واقع شده‌است. این ایستگاه ترمینال غربی قطار تندروی توکایدو شینکانسن است.